# Zülfü Livaneli
Zülfü Livaneli (født 20. juni 1946) er en tyrkisk sanger, senarist, politiker, forfatter og instruktør.

## Biografi
Livanelis fulde navn er Ömer Zülfü Livanelioğlu. Han blev student fra Ankara Cumhuriyet Gymnasium. Senere færdiggjorde han sin uddannelse på USA Fairfax Konservatoriet. 
Zülfü Livanelioğlu lærte at spille saz af sin moster Nazmiye (Türeli) Yücels svoger Turhan Yücel. 
Zülfü Livaneli har med sin musik vundet mange nationale og internationale priser og hans sange er blevet sunget af bl.a. Joan Baez, Maria Farandouri, Maria del Mar Bonet, Leman Sam og mange andre sangere. 
Livaneli har gennem sin musiske karriere skrevet næsten 300 sange og har komponeret musik til 30 forskellige film.
Den 19. maj 1997 i Ankara kom der 500.000 mennesker til hans koncert, hvilket formodentlig var Tyrkiets største koncert.